# Fujiko Yamamoto

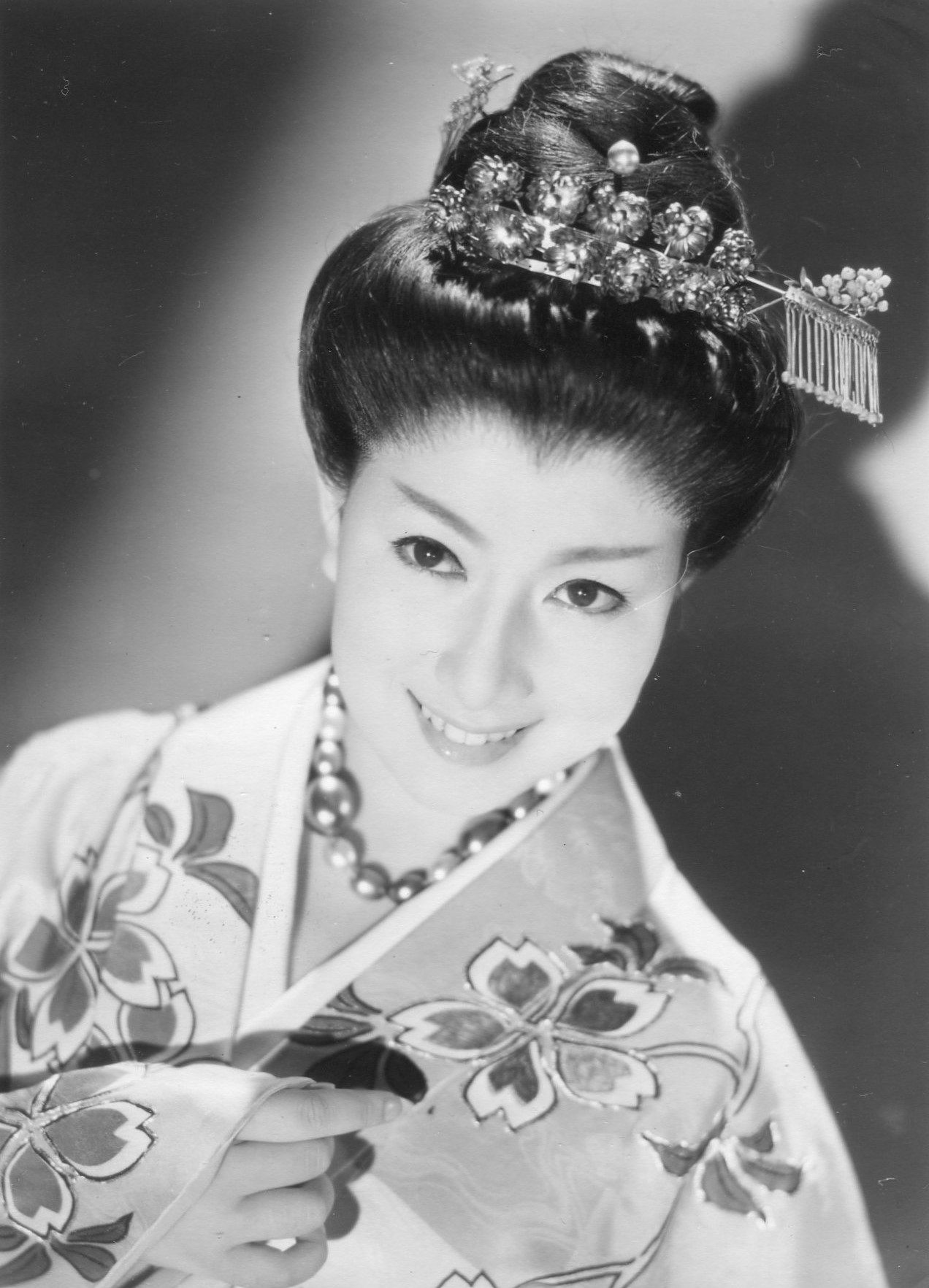
Fujiko Yamamoto

Fujiko Yamamoto (japanisch 山本 富士子 Yamamoto Fujiko; * 11. Dezember 1931 in Osaka) ist eine japanische Schauspielerin, die von 1953 bis 1963 in mehr als 100 Filmen mitwirkte.

## Leben
Fujiko Yamamoto wurde 1931 in Osaka geboren. Sie wuchs in Izumi und Izumiōtsu auf, wo sie die Hamadera Elementary School besuchte. Zur selben Zeit nahm sie Unterricht im traditionellen japanischen Tanz. Ihren Abschluss machte Yamamoto an der Kyoto Ōki High School.
1950 gewann Yamamoto den ersten stattfindenden Schönheitswettbewerb der Miss Nippon. Drei Jahre darauf erhielt sie ihre erste Filmrolle in einer Produktion für die Daiei Studios, nämlich in „Hana no kōdōka“ (花の講道館) unter der Regie von Mori Kazuo (森 一生; 1911–1989). Sie wurde bald zu einer der führenden Schauspielerinnen und war in mehr als 100 Filmen zu sehen. 1959 erhielt sie den Blue Ribbon Award als beste Schauspielerin.
1963 kam es bei der geplanten Vertragsverlängerung von Yamamoto und den Daiei Studios zu einer Streitigkeit zwischen ihr und dem Vorsitzenden Masaichi Nagata, der schließlich Yamamotos Vertrag kündigte. Durch seine Beziehungen in der Filmbranche und einer Vereinbarung zwischen den fünf größten Filmstudios (Gosha Kyōtei, deutsch: Fünf-Gesellschaften-Vereinbarung), die einen Wechsel der Schauspielerin verhinderte, erhielt sie zudem auch keine Rollenangebote von anderen Produzenten.
Yamamoto ist bis heute als Schauspielerin in Theaterproduktionen sowie fürs Fernsehen tätig, hat seit dem Streit mit den Daiei Studios jedoch in keinem Film mehr mitgewirkt. Einzige Ausnahme blieb eine Rolle in der 2001 veröffentlichten Komödie Kemonogare orera no saru to.
Fujiko Yamamoto war von 1962 bis zu dessen Tod im Jahr 2011 mit dem Komponisten Takeharu Yamamoto verheiratet. 1968 kam der gemeinsame Sohn Shigeharu zu Welt, der als Geschäftsmann und Präsident mehrerer Firmen tätig ist.

## Auszeichnungen
- 1959: Blue Ribbon Award als beste Schauspielerin
- 1961: Kinema Junpo Award als beste Schauspielerin

## Filmografie (Auswahl)
- 1953: Jūdai no Yūwaku (十代の誘惑)
- 1955: Onna Keizu: Yushima no Shiraume (婦系図 湯島の白梅)
- 1957: Suzakumon (朱雀門)
- 1958: Higanbana (彼岸花)
- 1958: Hitohada Kujaku (人肌孔雀)
- 1958: Chūshingura (忠臣蔵)
- 1958: Shirasagi (白鷺)
- 1959: Itsuka Kita Michi (いつか来た道)
- 1960: Jokyō (女経)
- 1962: Watashi wa Nisai (私は二歳)
- 1963: Yukinojō Henge (雪之丞変化)
- 2001: Kemonogare orera no saru to